# 108 av. J.-C.
Cette page concerne l'année 108 av. J.-C. du calendrier julien proleptique.

## Événements
- 27 septembre 109 av. J.-C. (1er janvier 646 du calendrier romain) : début à Rome du consulat de Servius Sulpicius Galba et Lucius Hortensius ; Marcus Aurelius Scaurus est subrogé à Lucius Hortensius[1].

- Mithridate VI du Pont et Nicomède II de Bithynie se partagent la Paphlagonie et occupent la Galatie (v. 108-107 av. J.-C.)[2].
- Début de la présence chinoise en Corée (période Samhan). La Chine continue sa politique expansionniste en établissant un protectorat sur le Chosŏn de Wiman (Chaoxian), un royaume frontière de la péninsule de Corée. Les Han construisent au nord du fleuve Han quatre commanderies Nangnang : (Lelang), Chinbŏn (Zhenfan), Imdun (Lintun) puis Hyŏndo (Xuantu en 107 av. J.-C.)[3].
- La Chine occupe Loulan et Tourfan dans le Xinjiang[4].
- En Judée, Jean Hyrcan Ier assiège Samarie. Les Samaritains font appel à Antiochos IX, qui battu une première fois près de Scythopolis (Beth-Shéan), revient avec les soldats égyptiens de Ptolémée IX Lathyre, sans aucun résultat décisif. Les troupes juives occupent Scythopolis et la vallée d’Esdrelon. Après un an de siège, Jean Hyrcan s’empare de Samarie qu’il rase complètement[5]. Cette destruction, après celle du mont Garizim, marque la rupture définitive entre les Juifs et les Samaritains. La fin du règne de Jean Hyrcan en Judée sera pacifique et propice au lancement de grands travaux publics, en particulier le relèvement des murailles de Jérusalem détruites par Antiochos VII.

## Naissances
- Catilina, homme politique romain.

## Décès
- Marcus Livius Drusus, homme politique romain.